# 薩瓦河

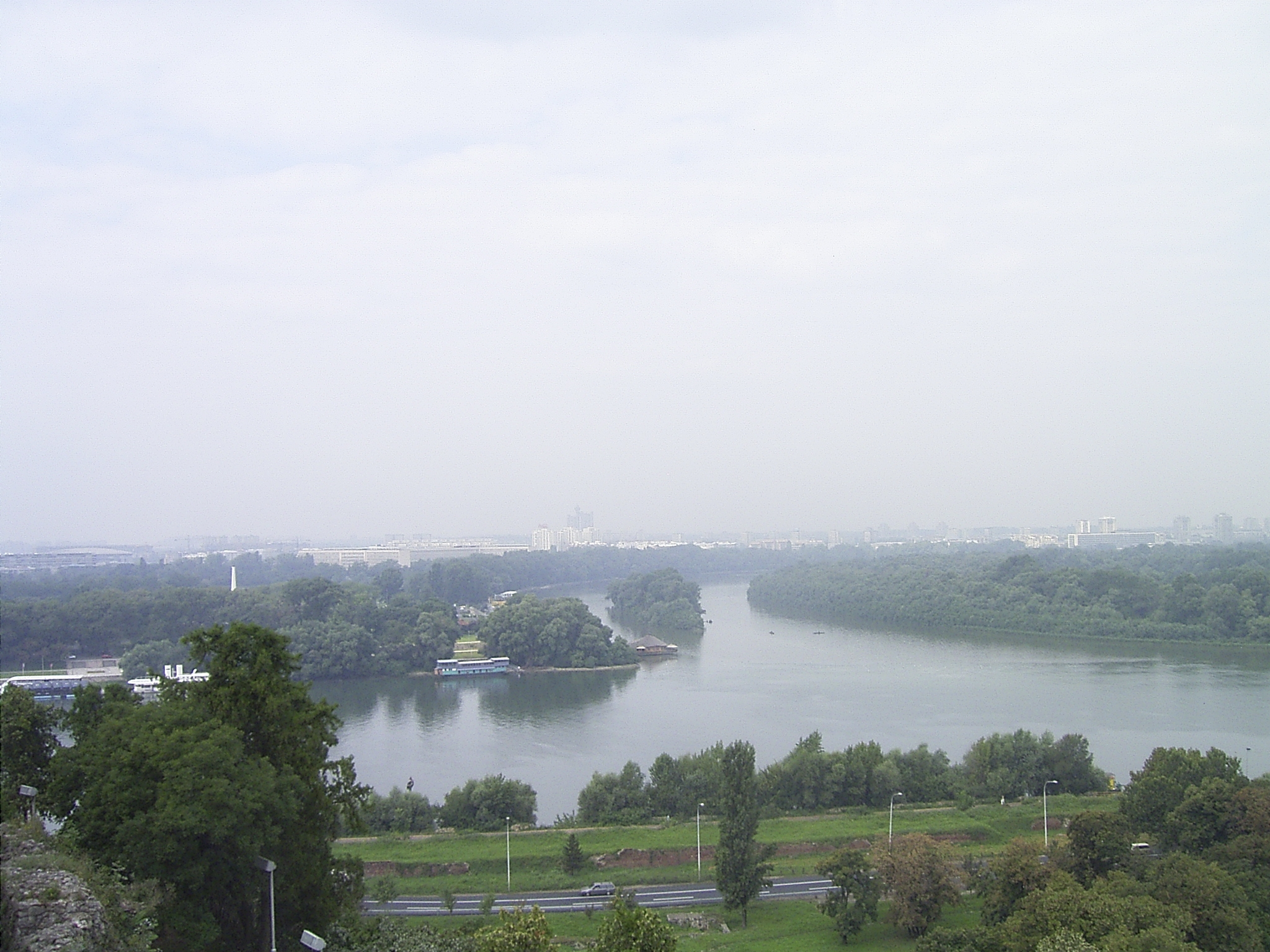
薩瓦河在貝爾格勒和多瑙河的匯流處

薩瓦河（斯洛文尼亚语，斯洛維尼亞語發音：[ˈsàːʋa], 塞爾維亞-克羅埃西亞語：[sǎːʋa]）是流經東歐的一條河流。

## 地理
薩瓦河流經斯洛維尼亞、克羅埃西亞、波士尼亞赫塞哥維納和塞爾維亞，在貝爾格勒和多瑙河匯流(貝爾格勒建設了讓兩河匯流的地點)。長度約940公里，流域面積約95,720km²。羅馬時代稱之為Savus。這個河流也是巴爾幹半島的北境。 
薩瓦河主要有兩個水源，都是源自於斯洛維尼亞西北方的阿爾卑斯山，一個是克蘭斯卡·格拉附近的薩瓦·多林佳泉(Sava Dolinka)。被稱為「小薩瓦」的另外一個則是中間流經柏欣湖，以Sava Bohinjka之名流出的支流。兩個支流在斯洛維尼亞北方的拉多伍利查匯流，流過薩瓦谷地。主要的支流則是在盧布亞那匯流的盧布亞那河等眾多河流。
19世紀時斯洛維尼亞詩人弗蘭策·普列舍仁寫下了有名的英雄史詩Krst pri Savic。

## 歷史
以歷史上來說薩瓦河的歷史大致上和北方的伏伊伏丁那相當，伏伊伏丁那是匈牙利王國的歷史上的領域，匈牙利在1526年之後由哈布斯堡家族世襲。之後到1918年第一次世界大戰將哈布斯堡王朝終結之前都屬於該王朝的領域。
第一次世界大戰時，薩瓦河成為奧匈帝國和塞爾維亞王國的疆界，也就是說塞爾維亞的首都貝爾格勒以薩瓦河一水之隔和奧匈帝國對峙，因此成為該地區戰線的前線。

## 流經都市

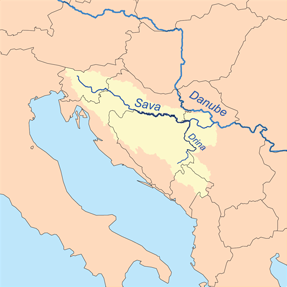
薩瓦河流域地圖

薩瓦河流過許多都市，重要者如下。
- 斯洛維尼亞
  - 克拉尼
  - 盧布亞那
  - 札格利耶·歐布·薩維
  - 塔爾伯布利
  - 拉迪斯
  - 弗拉斯托尼庫
  - 賽伏尼查
  - 卡爾修克
  - 布萊吉切

- 克羅埃西亞
  - 札格雷布
  - 西薩克
  - 斯拉方斯基·布羅德
  - 裘帕尼

- 波士尼亞赫塞哥維納
  - 薩瑪克
  - 伯桑斯基·布洛德
  - 布爾喬柯

- 塞爾維亞
  - 斯雷穆斯卡·米特羅比查
  - 夏哈茲
  - 貝爾格勒

## 航行
薩瓦河大致和庫帕河在西薩克匯流之後以下可以航行，比較小的船理論上可以繼續往上行。